# Teshie
Teshie ist ein Ort östlich von Accra in der Greater Accra Region in Ghana. Teshie gilt als Vorort von Accra und liegt an der Ausfahrtsstraße von Accra nach Tema.

## Beschreibung
In der Nähe von Teshie liegt der Coco Beach mit weißen Sandstränden. Viele Menschen leben hier von der Fischerei. In Teshie liegt eines der Zentren der Sargkunst. Hier arbeiten bekannte Sargbauer, die den Sonderwünschen der Kunden ein breites Angebot bieten. Wer hier in einem Fischsarg beerdigt werden möchte, bekommt diesen ebenso wie ein kleines Flugzeug und natürlich weniger ausgefallene Varianten.
Es befindet sich die nationale Offizieranwärter Trainingsschule in Teshie sowie das Kofi Annan International Peacekeeping Training Centre (KAIPTC). Kulturell ist Teshie für seine Trommelschule bekannt geworden.

## Geschichte
Fort Augustaborg wurde in Teschie von den Dänen im Jahr 1787 erbaut. Zwischen 1870 und 1957 war Teshie mit Fort Augustaborg britisch besetzt.
siehe auch: Historische Forts von Ghana

## Söhne und Töchter von Teshie
- Tetteh Quarshie (1842–1892), Bauer; brachte 1879 die ersten Kakaosamen nach Ghana
- Eric Adjetey Anang (* 1985), Sargkünstler
- Nathaniel Adjei (* 2002), Fußballspieler